# Anita Ericsson
Anita Ericsson, (alternativa namn: Anita Andersson; Anita Chris; Anita Eriksson; Anita Westberg) är en svensk porrskådespelare från Lycksele.

## Filmografi[1]
- 1973 – Baksmälla
- 1974 – Inkräktarna
- 1974 – Flossie
- 1976 – Den k... släkten
- 1977 – Ta mej i dalen
- 1977 – Molly - familjeflickan